# Békás-szoros
Koordináták: é. sz. 46° 48′ 43″, k. h. 25° 49′ 08″46.811981°N 25.818939°E

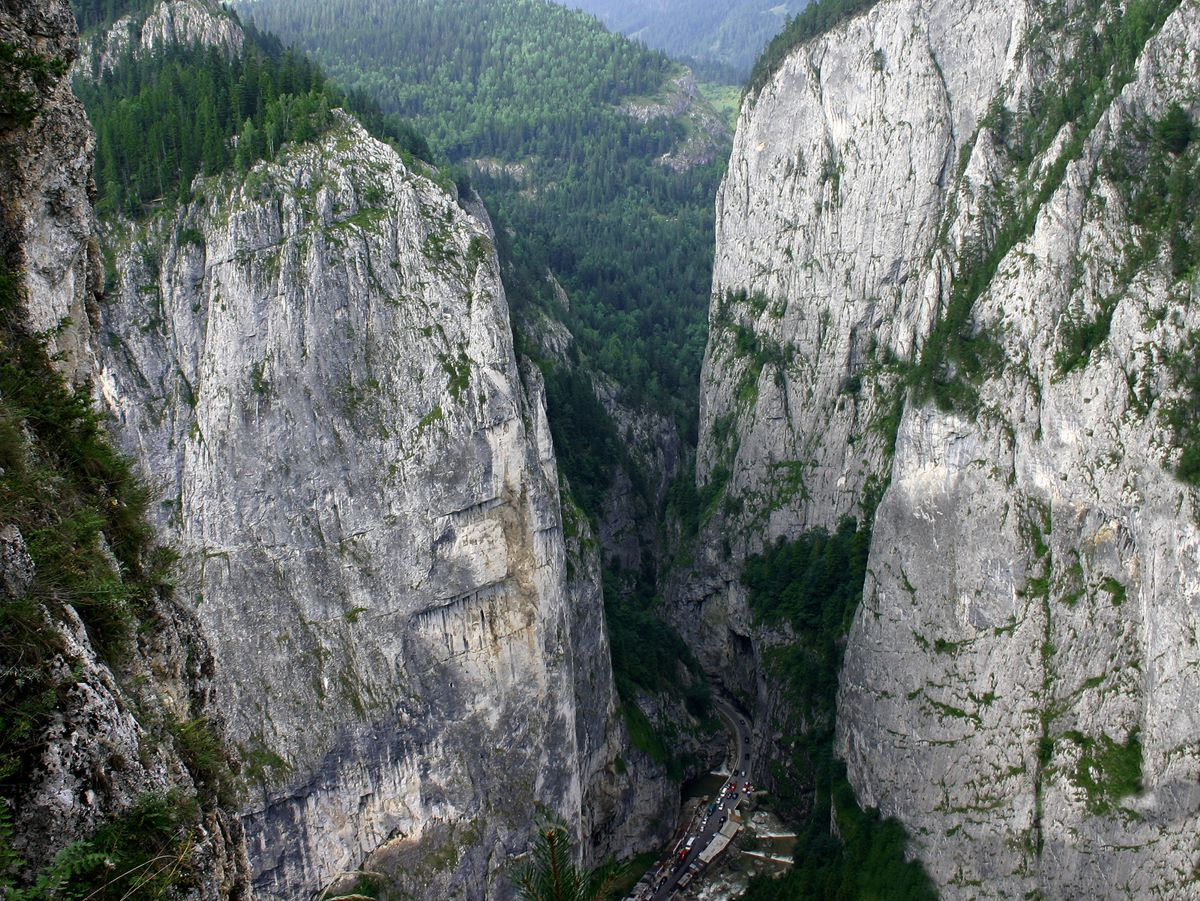
Békás-szoros

A Békás-szoros (románul: Cheile Bicazului) egy tektonikus eredetű szurdokvölgy a Hagymás-hegységben, Erdélyben, Neamț megye délnyugati részén, a Békás-patak völgyében. A szorost 1971-ben védetté nyilvánították, jelenleg a Békás-szoros - Nagyhagymás Nemzeti Park része. A Békás-szorost közrefogó hegycsúcsok: Kis-Cohárd (1344 m), Csíki-bükk (1264 m), Oltár-kő (1154 m), Mária-kő (1125 m). A Békás patak mellékvizei mind vadregényes szurdokokat vájtak a mészkőbe. A bal oldali mellékvizei rendre a Kupás, a Lapos és a Súgó patakok, a jobboldaliak a Kis-Békás és a Szurdok patakok. A Lapos a Lapos-szurdokon keresztülfolyva több vízesést alkotva az Oltár-kő nyugati lábánál ömlik a Békás-patakba. A Sugó-szurdok alsó részén a Bernát és a Hóvirág barlangok találhatók,  a Kis-Békás-patak mentén található a Kis-Békás-szoros, alatta a Szurdok-patak szorosa, melynek torkolatánál mészkőbánya működik.